# زو يو (سياسي)
زو يو (بالصينية: 邹瑜) هو سياسي صيني، ولد في أكتوبر 1920 في يولين، قوانغشى في الصين. حزبياً، نشط في الحزب الشيوعي الصيني. وقد انتخب عضو اللجنة الدائمة للمجلس الوطني لنواب الشعب الصيني ‏ خلال فترته النيابية ‏ وانتخب عضو مجلس الشعب الصيني ‏ خلال فترته النيابية ‏ وانتخب وزير العدل في جمهورية الصين الشعبية (1983 – 1988).